# Cnota egoizmu
Cnota egoizmu (The Virtue of Selfishness : A New Concept of Egoism) - zbiór esejów i artykułów przedstawiających istotę racjonalnego egoizmu będącego efektem epistemologii obiektywistycznej. Wszystkie zamieszczone teksty z wyjątkiem „The Objectivist Ethics” pojawiły się wcześniej w „The Objectivist Newsletter”, czasopiśmie wydawanym przez Ayn Rand. Książka porusza tematy zalet egoizmu, rozumianego jako realizacja własnych, racjonalnych, długofalowych interesów, destruktywności altruizmu oraz  roli rządu.

## Historia powstania
Bennett Cerf z wydawnictwa Random House (które wydało wcześniejsze książki Ayn Rand: „Atlas Zbuntowany” oraz „For the New Intellectual”) zaproponował opublikowanie nowego zbioru tekstów dotyczących obiektywizmu. Ayn Rand po wygłoszeniu w Ford Hall Forum mowy atakującej politykę Johna F. Kennedy'ego (w którym porównała go do Adolfa Hitlera), zaproponowała wydanie zbioru pod tytułem „The Fascist New Frontier”. Tytuł oraz sam tekst został odrzucony, w wyniku czego Ayn Rand zmieniła wydawnictwo. Gotowa książka, zatytułowana już „Virtue of Selfishness” nie zawierała problematycznego tekstu. Wydana przez New American Library „Cnota egoizmu” okazała się być dużym sukcesem. W cztery miesiące po premierze sprzedano prawie pół miliona egzemplarzy, a do dziś blisko półtora miliona egzemplarzy.

### Wydanie polskie
W 2000 roku książka została wydana przez Wydawnictwo Zysk i Spółka, wydanie zostało wznowione w roku 2015.

## Lista esejów
1. Etyka absolutna (The Objectivist Ethics — Ayn Rand)
2. Zdrowie umysłowe versus mistycyzm i samopoświecenie (Mental Health versus Mysticism and Self-Sacrifice — Nathaniel Branden)
3. Etyka sytuacji krytycznych (The Eticsof Emergencies — Ayn Rand)
4. „Konflikty” ludzkich interesów (The „Conflicts” of Men’s Interests — Ayn Rand)
5. Czy nie jest każdy samolubem (Isn’t Everyone Selfish — Nathaniel Branden)
6. Psychologia przyjemności (The Psychology of Pleasure — Nathaniel Branden)
7. Czy życie nie wymaga kompromisu (Doesn’t Life Require Compromise — Ayn Rand)
8. Jak prowadzić racjonalne życie w nieracjonalnym społeczeństwie (How Does One Lead a Rational Life in an Irrational Society — Ayn Rand)
9. Kult moralnej szarości (The Cult of Moral Grayness — Ayn Rand)
10. Etyka skolektywizowana (Collectivized Ethics — Ayn Rand)
11. Budowniczowie pomników (The Monument Builders — Ayn Rand)
12. Prawa człowieka (Man’s Rights — Ayn Rand)
13. Skolektywizowane „prawa” (Collectivized „Rights” — Ayn Rand)
14. Natura rządu (The Naturę of Government — Ayn Rand)
15. Finansowanie rządu w wolnym społeczeństwie (Government Financing in a Free Society — Ayn Rand)
16. Boskie prawo stagnacji (The Divine Right of Stagnation — Nathaniel Branden)
17. Rasizm (Racism — Ayn Rand)
18. Fałszywy indywidualizm (Counterfeit Individualism — Nathaniel Branden)
19. Argumentacja przez zastraszanie (The Argument from Intimidation - Ayn Rand)[1]